# Gérard Quintyn
Gérard Quintyn (* 2. Januar 1947 in Choisy-le-Roi) ist ein ehemaliger französischer Bahnradsportler und Radsporttrainer.
Bei den UCI-Bahn-Weltmeisterschaften 1970 in Leicester wurde Gérard Quintyn Dritter im Tandemrennen, gemeinsam mit Daniel Morelon, ebenso im Sprint. Im selben Jahr wurde er Zweiter beim Grand Prix de Paris der Amateure.
Nach seinem Rücktritt vom aktiven Radsport wurde Quintyn französischer Nationaltrainer, der gemeinsam mit Morelon u. a. Florian Rousseau und Arnaud Tournant betreute.